# Fondation culturelle finlandaise
La Fondation culturelle finlandaise (finnois : Suomen Kulttuurirahasto) est une fondation privée à but non lucratif destinée à la promotion de la culture et des sciences en Finlande. 

## Activités
La Fondation culturelle finlandaise a pour tâche principale de distribuer des bourses aux chercheurs en art et en sciences. En outre, elle décerne différents prix et organise des cours et des conférences.
Chaque année, la Fondation soutient la science et la culture finlandaises avec plus de 30 millions d'euros, dont près d'un tiers provient des fonds régionaux. En 2013, il y a eu environ 16 900 demandeurs de subvention, dont environ 2 100 ont reçu des subventions.

## Fonds
Les actifs de la fondation s'élèvent à environ 1,6 milliard d'euros, ce qui en fait l'une des plus grandes fondations privées d'Europe,
La Fondation culturelle finlandaise comprend le fonds principal et 17 fonds régionaux:
- Fonds principal
- Fonds de la Carélie du Sud
- Fonds de l'Ostrobotnie du Sud
- Fonds de la Savonie du Sud
- Fonds du Häme
- Fonds du Kainuu
- Fonds de l'Ostrobotnie centrale
- Fonds de la Finlande centrale
- Fonds de la vallée de la Kymi
- Fonds de la Laponie
- Fonds du Pirkanmaa
- Fonds de la Carélie du Nord
- Fonds de l'Ostrobotnie du Nord
- Fonds de la Savonie du Nord
- Fonds du Päijät-Häme
- Fonds du Satakunta
- Fonds de l'Uusimaa
- Fonds de la Finlande-Propre

Au 31 décembre 2018, la fondation possède 11,14 % de Huhtamäki ce qui en fait l'actionnaire principal.

## Histoire
La fondation est instituée le 27 février 1939. 
La raison de la création de la fondation était que les scientifiques et les artistes de langue finnoise recevaient un soutien financier inférieur à celui de leurs collègues de langue  suédoise, qui étaient soutenus par la Svenska kulturfonden (fi) fondée en 1907.
En 1937, on crée l'association de soutien à la Fondation culturelle finlandaise, dont le principal appui est le politicien et chercheur en histoire Lauri Aadolf Puntila (fi).
La capital initial de la Fondation culturelle est recueilli en 1938 par une collecte de porte à porte dans chaque municipalité de Finlande, à laquelle ont participé 30 000 écoliers. 
Environ 170 000 finlandais ont participé à la collecte et les dons ont totalisé 2,7 millions de marks.
En complément, 18 000 personnes ont participé à une collecte de dons indépendante.
Le premier don remarquable est celui de Hemi Nuuttila de Asikkala qui a donné un demi-million de marks.